# Корбутівське кладовище
Корбуті́вське кладови́ще (неофіційна назва «Дружба») – чинне міське кладовище у Житомирі.

## Опис

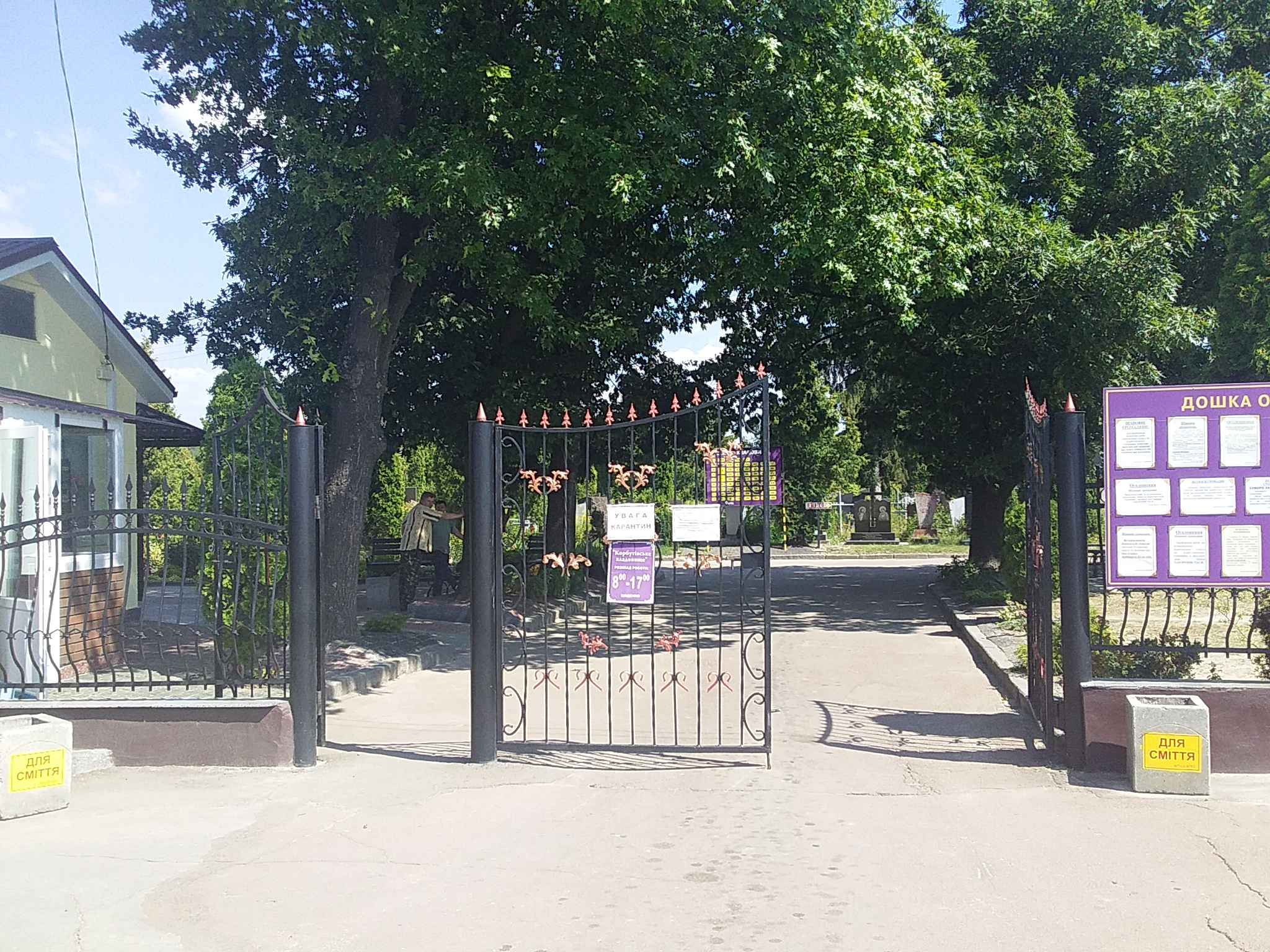
Вхід на старе кладовище

Розташоване на околиці Житомира, неподалік від мікрорайону Корбутівка, від якого бере назву. Єдиний діючий міський цвинтар, який складається з двох частин: старого та нового кладовища (останнє відкрито у 1999 році). Площа старого кладовища складає 55,6 га, нового – 21 га.
У Житомирі збереглося декілька історичних кладовищ, де традиційно ховали за національною чи релігійною ознакою (наприклад, Польське, Чеське, Старообрядницьке, Лютеранське кладовища). Неофіційну народну назву «Дружба» кладовище отримало з тієї причини, що з самого початку тут ховали усіх, не дивлячись на національності.

## Поховані
- Олександр Гербачевський (1884—1979) — лікар-хірург, розробник нових методів в нейрохірургії, травматології, урології та реаніматології.
- Іван Сльота (1937—2014) — художній керівник і головний диригент Поліського державного ансамблю пісні і танцю «Льонок».
- Володимир Шинкарук (1954—2014) — поет, композитор, бард-виконавець.
- Валентин Грабовський (1937—2004) — поет, перекладач, мистецтвознавець.
- Франц Бржезицький (1924—2017) — учасник Другої світової війни, в'язень концтабору Майданек.
- Яків Зайко (1940—2014) — український громадсько-політичний діяч білоруського походження. Герой України та Герой Небесної Сотні.
- Володимир Башек (1947—2018) — депутат міської ради, головний лікар дитячої лікарні у м. Житомирі, яка тепер названа у його честь.
- Марина Поплавська (1970—2018) — українська акторка, учасниця гумористичної передачі «DIZEL Шоу».
- Стриженко Артем Олегович (1993-2014) - солдат Збройних сил України, учасник російсько-української війни.
- Жидецький Ігор Анатолійович - лікар ортопед-травматолог дитячий працював у Житомирська обласна дитяча лікарня (1968-2022)

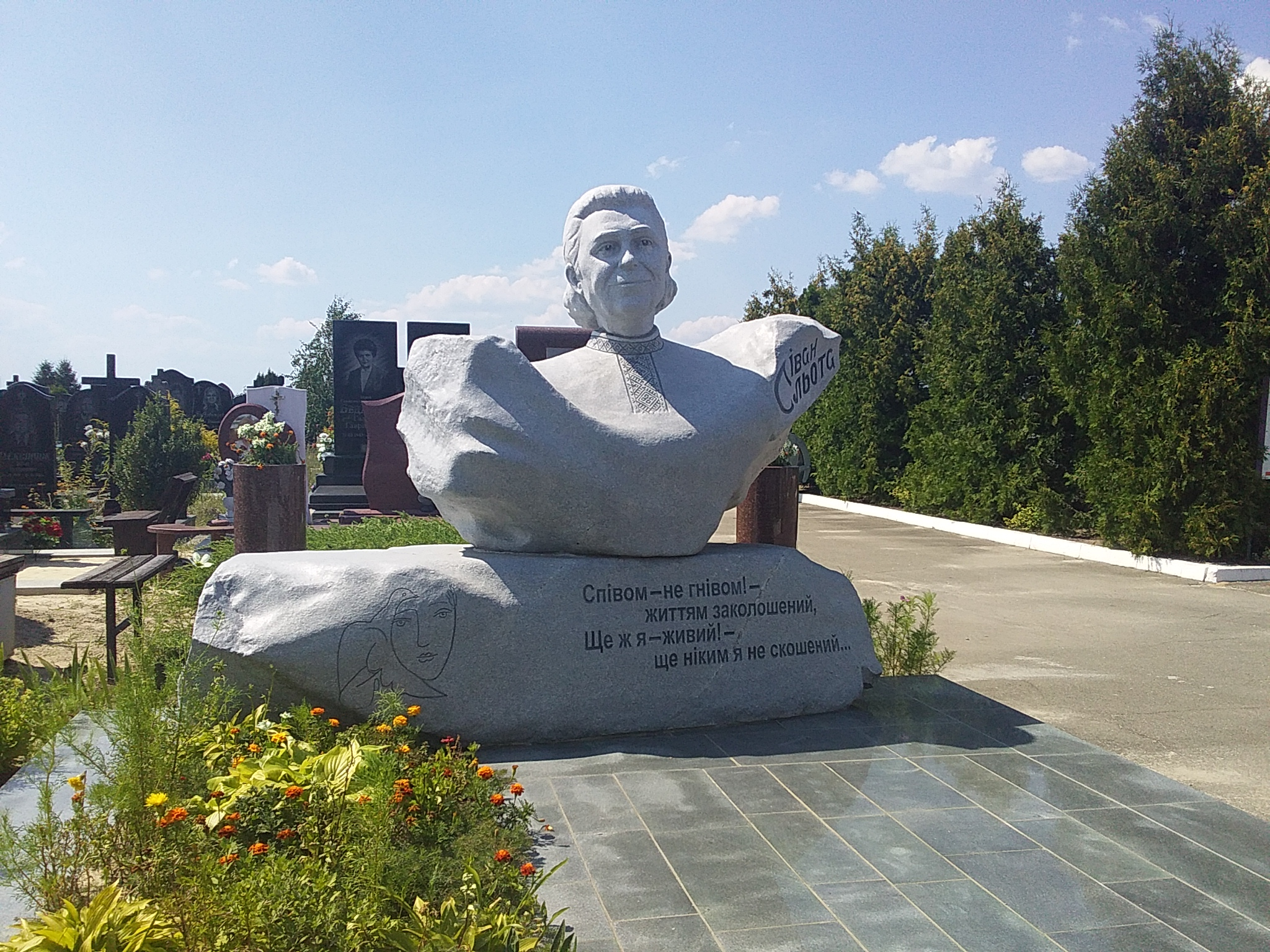
Могила Івана Сльоти
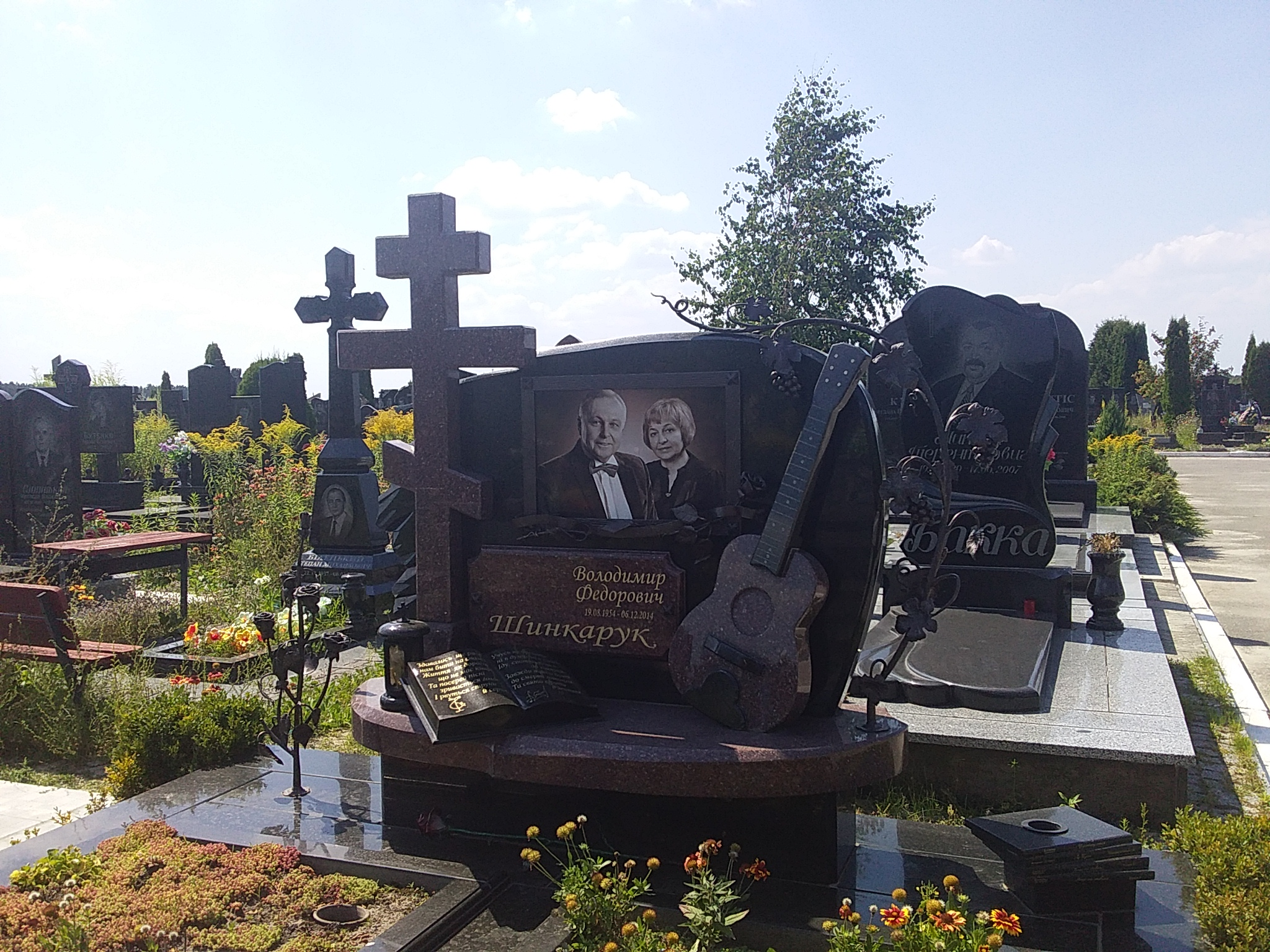
Могила Володимира Шинкарука
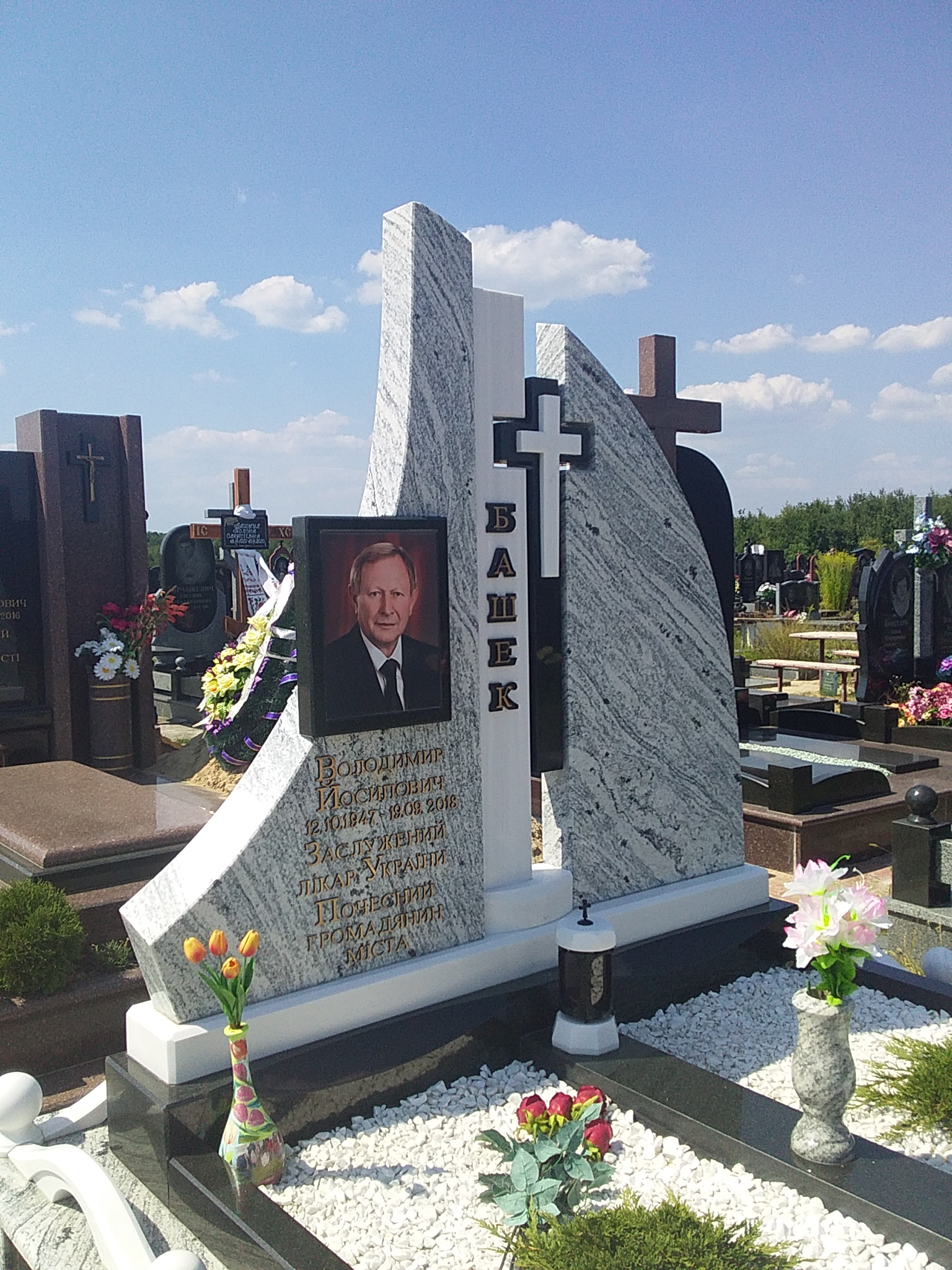
Могила Володимира Башека
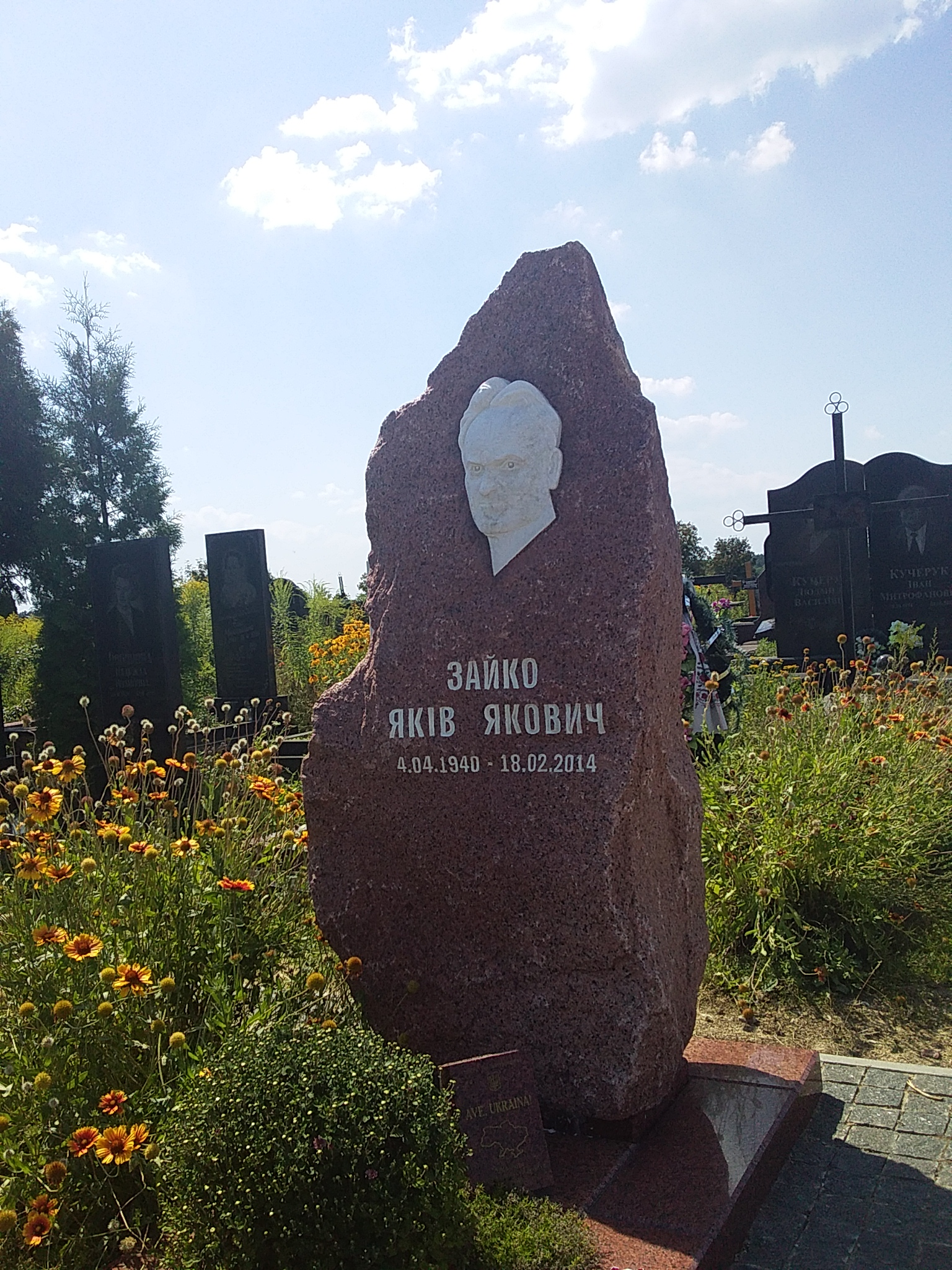
Могила Якова Зайка
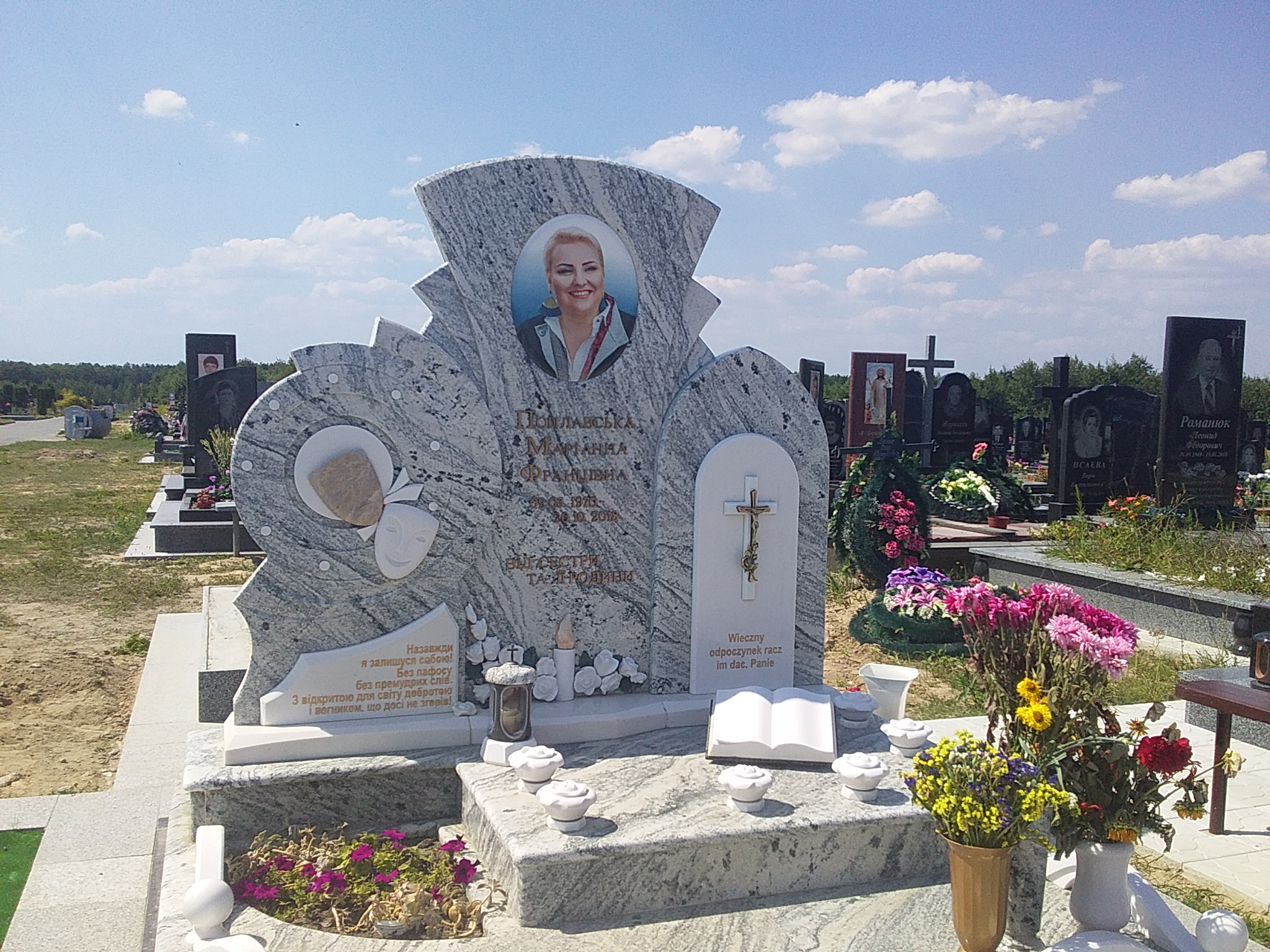
Могила Марини Поплавської

3 вересня 2020 року стало відомо, що міське кладовище у Житомирі планують розширити ще на 4 сектори та побудувати автостоянку []